# Maison d'arrêt du Val-d'Oise
La maison d'arrêt du Val-d'Oise (MAVO), aussi appelée maison d'arrêt d'Osny-Pontoise, est une maison d'arrêt située à Osny, dans le Val-d'Oise, en France.
Mise en service en 1990, elle peut accueillir jusqu'à 580 détenus. En 2015, elle en accueille environ 815.

## Histoire
Elle remplace la maison d'arrêt de Pontoise qui a fermé en 1990
La maison d'arrêt ouvre en 1990.
Depuis 2015, la maison d'arrêt du Val-d'Oise a mis en place un système expérimental de lutte contre la radicalisation.
Le 15 janvier 2016, un quartier de déradicalisation ouvre à la maison d'arrêt.

## Action contre la radicalisation
L'unité de déradicalisation ouverte en 2016 comprend 23 cellules individuelles de 9,80 m2, chacune équipée d'un bureau, de toilettes et d'un point d'eau. Les détenus radicalisés sont séparés des autres détenus, et disposent de leur propre cour de promenade. Ils ont accès à une salle de sport, un espace d'études et ainsi qu'à des douches, autant d'espaces qui leur sont strictement réservés. Ils ont accès à une salle polycultuelle et à des objets de culte (tapis de prière, affiches comportant des inscriptions sacrées). Des cours, des entretiens avec des psychologues, des groupes de parole et des ateliers d'écriture occupent 25 heures du temps hebdomadaire des détenus de l'unité.